# 퓨쳐 월드
《퓨쳐 월드》(영어: Future World)는 2018년 미국에서 개봉한 SF, 액션, 판타지 영화이다.

## 캐스팅
주연
- 밀라 요보비치: 드럭로드 역
- 제임스 프랭코: 워로드 역
- 루시 리우: 퀸 역

조연
- 마가리타 레비에바
- 수키 워터하우스
- 메소드 맨
- 스눕 독: 러브로드 역
- 스콧 헤이즈
- 윌머 캘더론
- 벤 요세프
- 린디야 코로트코